# 関門急行線
関門急行線（かんもんきゅうこうせん）は、かつて日本国有鉄道（国鉄バス）・西日本鉄道（西鉄）・山陽電気軌道（山陽電軌・後のサンデン交通）・関門急行バスが運行していた自動車路線である。

## 概説

### 運行の経緯
1957年7月、国鉄バスでは「国鉄自動車の基本方針」として、従来の「国鉄自動車の4原則」に加え、都市間の幹線にバスを運行することで鉄道輸送の補完を図るという方針が示された。これを受け、国鉄バスは1958年3月に開通する関門トンネルを活用して北九州と山口・宇部地区を結ぶ自動車路線を開設し、当時鉄道が未電化であり直通運転が行われていなかった同区間の輸送補完と所要時間短縮を計画した。
ところが、この計画路線の沿線は防長交通・山陽電軌・西鉄などのバス事業者が営業エリアとしている地区であった。これらの沿線事業者が関門国道トンネル経由のバス路線を計画した ほか、関門海峡を運航していた船舶事業者もバス事業に参入の上バス路線を計画した 結果、国鉄バスを含めて7社の競願となった。7社は全てが互いに対立していたわけではなく、国鉄バスの長距離路線進出に反対する民間事業者と、鉄道の補完を主張する国鉄バスとの争いとなった。この争いに終止符を打つべく、広島陸運局で2日間にわたる公聴会が1957年12月に行なわれたほか、各社間協議も数回にわたり行なわれた。
この結果、民間事業者は合弁会社を設立の上、国鉄バスとの相互乗り入れ路線として運行することで合意となった。この協議の中で、国鉄バスが山口県西部に営業エリアを拡大するのと引き換えに、秋芳洞から山口へは山陽電軌が、山口から萩へは防長交通が乗り入れることになった。
これを受けて1958年2月に国鉄バス・西鉄・山陽電気軌道の3社に対して路線が免許された。西鉄・山陽電軌に対する認可は、新会社設立までの暫定的なものであった。

### 運行開始から
こうして、関門国道トンネル開通の翌日である1958年3月10日より、山口と博多の間165kmを5時間15分で結ぶ関門急行線の運行が開始された。この区間では国鉄バスが6往復、西鉄が5往復を担当した。このほか、宇部と八幡を結ぶ路線も西鉄と山陽電軌により運行された。同年8月、新会社「関門急行バス」が、西鉄・山陽電軌・防長交通・山陽急行バス（当時）・関門海峡汽船（当時）の5社の出資により設立され、関門急行線は同社と国鉄バスの相互乗り入れに変更された。
なお、国鉄バスが方針として示した「鉄道線の補完」については、1962年に国鉄自動車問題調査会の答申により確定されることとなった。これを受け、国鉄バスでは岡山から九州までを国鉄バスで一貫輸送するという構想を立案し、関門急行線と接続する形で広島と山口を結ぶ区間を「瀬戸内西線」、岡山と福山を結ぶ区間（両備線）については「瀬戸内東線」と改称されている。
しかし、この構想は途中の事業者との調整が難航し、実現しなかった。さらに、山陽本線と鹿児島本線の電化により同区間を結ぶ鉄道の直通運転が開始、所要時間も短縮されたことでバス路線の利用者数は減少し、かつて瀬戸内東線・瀬戸内西線の構想により運行された長距離路線も通し運行の中止や運休が進んだ。
1972年には国鉄中国地方自動車部（山口自動車営業所）が運行から撤退した 後も、減便の上関門急行バスと国鉄九州地方自動車部（直方自動車営業所）のみで運行が継続されたが、1975年の山陽新幹線博多駅延伸後の1977年に路線は休止となり、1978年10月に正式に廃止された。存在意義のなくなった関門急行バスは会社解散となった。

## 沿革
- 1958年3月10日 関門急行線、山口・博多間開業。
  - 【新設停車場】湯田温泉（既設）、小郡駅前、宇部小串通、小野田公園通、門司大阪町、小倉駅前通、八幡中央町、福間（既設）、呉服町（既設）
- 1959年7月11日 小野田公園通・門司大阪町間に小月町停車場新設。これに伴い小月駅前停車場廃止。
- 1959年8月1日 小郡駅前、小倉駅前通の各停車場廃止。小郡駅、小倉駅にそれぞれ乗り入れる。
- 1960年3月5日 門司大阪町・小倉間廃止、門司大阪町 - 門司駅前通 - 小倉間に経路変更。宇部小串通停車場廃止、宇部駅[10] に乗り入れる。
  - 【新設停車場】門司駅前通（門司大阪町・小倉間）、黒崎駅前（八幡中央町・福間間）
- 1960年11月1日 小月町・門司大阪町間に長府町停車場新設。
- 1961年6月1日 湯田温泉通停車場の業務取扱範囲を旅客のみに変更。
- 1963年1月13日 門司駅前通停車場、大里桃山停車場に改称。改キロ実施、山口・博多間171.4kmに改正。
- 1963年12月4日 呉服町・博多間の営業キロを0.8 km→1.3kmに改正。
- 1971年9月1日 停車場新設及び改称並びに廃止。一部区間で改キロ実施。
  - 【新設停車場】常盤公園前（小郡・宇部新川間）、渡場（小野田公園通・小月局前）、門司桟橋通、藤松、門司平和通（前八幡・小倉間）、到津遊園前（小倉・八幡中央町間）、宗像署前（黒崎バスセンター・福間駅前間）、箱崎宮前（福間駅前・博多間）
  - 【停車場改称】小月町→小月局前、長府町→前八幡、黒崎駅前→黒崎バスセンター、福間→福間駅前
  - 【廃止停車場】門司大阪町、大里桃山

## 車両
国鉄バスでは、開業当初は当時最大級のリアエンジンバスであったふそうR450型・R460型を投入した。パワーステアリング・エアブレーキ・冷房装置・リクライニングシートを装備した車両は、当時としては最高級の車両であった。

## 付記
現在、関門国道トンネルを通過する路線バスは存在しない。本路線の運行に携わった西鉄とサンデン交通は、関門橋経由で下関駅と門司港駅を結ぶ急行便（関門橋線）を運行していたが、これも利用低迷により廃止している。2001年3月1日からは、西鉄（西鉄高速バス）とサンデン交通により、下関と福岡天神を結ぶ高速バス「ふくふく天神号」の運行を開始している。なお、下関側から小倉競輪の送迎バスが関門国道トンネルを通行している。

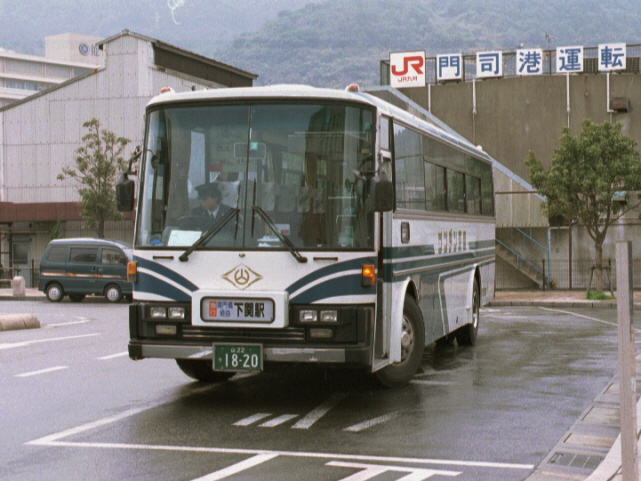
関門橋線

また、国鉄バスの事業を継承したJRバス（中国JRバス・JR九州バス）でも、同年10月19日より博多と山口・宇部を結ぶ高速バス「福岡・山口ライナー」の運行を開始している。

## 注記
1. ↑  『鉄道ジャーナル』1984年6月号「特集・国鉄バス1984」p65
2. 1 2 3 4 5 6 7 8  『バスジャパン・ハンドブックシリーズ5 中国ジェイアールバス』p25
3. ↑  『バスジャパン・ハンドブックシリーズ9 四国旅客鉄道・九州旅客鉄道』p17
4. 1 2 3  『バスジャパン・ハンドブックシリーズ5 中国ジェイアールバス』p26
5. 1 2  『バスジャパン・ハンドブックシリーズ5 中国ジェイアールバス』p27
6. ↑  1975年に元の路線名に再改称されている。
7. ↑  『バスジャパン・ハンドブックシリーズ9 四国旅客鉄道・九州旅客鉄道』p18
8. 1 2  『バスジャパン・ハンドブックシリーズ5 中国ジェイアールバス』p30
9. ↑  『鉄道ジャーナル』1984年6月号「特集・国鉄バス1984」p67
10. ↑  現在の宇部新川駅。当時、宇部駅は「西宇部駅」を名乗っていた。
11. ↑  因みに、関門海峡を横断するバス路線は高速道路の構成物である関門橋を通る路線のみであり、テレビ東京の『ローカル路線バス乗り継ぎの旅』が高速道路を通らないバス路線全般（コミュニティバス～特急バスまで）だけで目的地に向かわなければならず、その第9弾では唯一本州から九州に向かう行程であったため、関門国道トンネルの人道部を通って九州に上陸した。